# جوليان غالاغير
جوليان غالاغير (بالإنجليزية: Julian Gallagher)‏ هو كاتب أغاني ومنتج أسطوانات بريطاني، ولد في 17 يوليو 1968.

## وصلات خارجية
- جوليان غالاغير على موقع IMDb (الإنجليزية)
- جوليان غالاغير على موقع ميوزك برينز (الإنجليزية)
- جوليان غالاغير على موقع أول ميوزيك (الإنجليزية)
- جوليان غالاغير على موقع ديسكوغز (الإنجليزية)